# 颗粒酶
颗粒酶（英語：Granzymes）是由杀伤性T细胞和自然杀伤细胞（NK细胞）细胞质颗粒释放出的丝氨酸蛋白酶。颗粒酶诱导靶细胞的细胞程序性死亡（凋亡），借此可以清除癌细胞以及被病毒或细菌感染的细胞。颗粒酶亦可杀灭细菌和防止病毒复制。在NK细胞和T细胞中，颗粒酶与穿孔素一起被包装在细胞毒性颗粒之中。颗粒酶可在糙面内质网、高尔基体、反式高尔基网中检测到。细胞毒性颗粒中的内容物的作用是允许颗粒酶进入靶细胞的细胞质。颗粒被释放到与靶细胞之间的免疫突触之中，其中穿孔素介导颗粒酶传递到靶细胞的内体之中，继而最终进入靶细胞的细胞质中。颗粒酶属于丝氨酸酯酶家族。颗粒酶与先天性免疫细胞表达的其他免疫丝氨酸蛋白酶较为类似，如 中性白细胞弹性蛋白酶和组织蛋白酶G。